# Bagnoli di Sopra rosato
Il Bagnoli di Sopra rosato è un vino DOC la cui produzione è consentita nella provincia di Padova.

## Caratteristiche organolettiche
- colore: rosato tendente al rubino, vivace
- odore: leggermente vinoso, con profumo gradevole
- sapore: asciutto o leggermente amabile, armonico

## Produzione
Provincia, stagione, volume in ettolitri
- nessun dato disponibile